# Manuela Varela
Manuela Varela (n. San Sebastián, Guipúzcoa) es una actriz de origen gallego.

## Trayectoria
Hija de gallegos emigrados en San Sebastián, se trasladó a Galicia a los 9 años. Siempre quiso ser actriz, lo que la llevó a buscar una academia de interpretación iniciando así su formación a los 11 años en Danthea.
Inicia su carrera en el año 1997 con la compañía de títeres Falcatrua. Desde entonces ha trabajado con destacadas compañías teatrales gallegas: Teatro do Atlántico, Teatro do Noroeste, A internacional Teatro, Títeres Cachirulo, Centro Dramático Galego, La Tuerka 27, Galileo Teatro y Espello Cóncavo, interpretando personajes principales.
Como actriz en el sector audiovisual da el salto en el año 1999 bajo la dirección de Ángel Peláez en el documental dramatizado "Santiago, ciudad de piedra". En el año 2000 es seleccionada por Antón Reixa para interpretar a Elisa, uno de los personajes principales en Galicia Express, una serie de 80 capítulos. Ese mismo año trabaja en el largometraje "Condenado a vivir" producido por la FORTA e interpretando a Remedios, sobrina del tetrapléjico Ramón Sampedro. Después de participar en varias producciones para televisión como Mareas vivas, Gondar, El Show de los Tonechos desde el año 2007 hasta el 2013 se la puede ver en la serie Libro de Familia interpretando a Pili, amiga y más tarde enemiga de la protagonista María Cabanas. En el año 2014 trabajó bajo las órdenes de Antonio Cuadri en Hotel Almirante, película para TV con gran éxito de audiencia.
El año 2017 ha sido un año productivo a nivel teatral para Manuela representando las obras "Palabras Malditas" de Eduardo Alonso junto a Luma Gómez y Miguel Insua, la adaptación teatral de la novela de Manuel Rivas "Bala Perdida" con Lino Braxe, "Estado de Graza" bajo la dirección de Eduardo Alonso para Teatro Do Noroeste y "Animais de Compañia", obra que acerca a las personas a los problemas sociales actuales a través de la visión de una gata y una perra.
Formada como técnico superior de realización de proyectos audiovisuales y espectáculos por la EIS Imagen y Sonido de La Coruña también ejerce como ayudante de dirección en varias producciones teatrales.

## Trabajos como actriz

### Televisión
| Televisión | Televisión                 | Televisión        | Televisión            | Televisión |
| Año        | Título                     | Director/a        | Rol                   | Productora |
| ---------- | -------------------------- | ----------------- | --------------------- | ---------- |
| 1999       | Santiago, Ciudad de piedra | Ángel Peláez      |                       | TVE        |
| 2000       | Galicia Express            | Antón Reixa       | Elisa                 | TVG        |
| 2000       | Condenado a vivir          | Roberto Bodegas   | Remedios              | FORTA      |
| 2005       | Gondar                     |                   |                       | TVG        |
| 2006       | O show dos Tonechos        |                   |                       | TVG        |
| 2007-2008  | Libro de familia           | Mariana Carballal | Pili                  | TVG        |
| 2011-2012  | Libro de familia           | Giselle Llanio    |                       | TVG        |
| 2014       | Hotel Almirante            | Antonio Cuadri    | Andrea Palacios       | TVG        |
| 2023       | Rapa                       | Jorge Coira       | Clara (Guardia civil) | Movistar+  |

#### Cortos
| Cortos | Cortos                           | Cortos                          | Cortos         |
| Año    | Título                           | Director/a                      | Rol            |
| ------ | -------------------------------- | ------------------------------- | -------------- |
| 2004   | Tenías que ser tú                | Daniel Lucas Aguilera           | Protagonista   |
| 2004   | Lobos                            | Daniel de la Torre              | Leni           |
| 2005   | Panta Rei (Todo fluye)           | Simón Casal de Miguel           |                |
| 2010   | Ganado                           | Juanma Bajo Ulloa               | Flora López    |
| 2012   | Koan                             | Omar Rabuñal                    |                |
| 2013   | Dor                              | Lino Braxe                      | Luisandra      |
| 2015   | Volant                           | Raquel Pérez                    | Protagonista   |
| 2019   | Ollar o monte verde              | Adrián González                 | Principal      |
| 2021   | Mataría - Microserie (O Spoiler) | Javier Seoane / Pedro Brandariz | Coprotagonista |
| 2022   | Delicias amargas (Capítulo 6)    | Fernando Tato                   | Principal      |

### Teatro

#### Adulto
| Teatro adulto | Teatro adulto                      | Teatro adulto          | Teatro adulto                       |
| Año           | Título                             | Director/a             | Compañía teatral                    |
| ------------- | ---------------------------------- | ---------------------- | ----------------------------------- |
| 2000          | El auto del prisionero             | Antonio Simón          | Manivela Producciones               |
| 2003          | Vancetti                           | Xulio Lago             | Teatro do Atlántico                 |
| 2007          | Perón-Perón                        | Jorge Rey              | A internacional teatro              |
| 2008          | Romeo y Julieta                    | Eduardo Alonso         | Teatro do Noroeste                  |
| 2009          | Frida                              | Jorge Rey              | A internacional teatro              |
| 2011          | E.R. Algún día trabajaremos juntas | Xulio Lago             | Teatro do atlántico                 |
| 2013          | El jardín de las piernas robadas   | Juan Carlos Mejuto     | La tuerka 27                        |
| 2014          | Romano                             | Lino Braxe             | Espello cóncavo                     |
| 2014          | Cirano                             | Pedro Rubín            | Galileo teatro                      |
| 2015          | Occidente                          | Lino Braxe             | Espello cóncavo                     |
| 2015          | Mujeres con historia               | Lino Braxe             | Espello cóncavo                     |
| 2015          | Cartas a un amigo alemán           | Lino Braxe             | Espello cóncavo                     |
| 2016          | Bala Perdida                       | Lino Braxe y Jorge Rey | Títeres Cachirulo y Espello cóncavo |
| 2016          | Palabras malditas                  | Eduardo Alonso         | Teatro do Noroeste                  |
| 2017          | Estado de Gracia                   | Eduardo Alonso         | Teatro do Noroeste                  |
| 2017-         | Animales de Compañía               | Eduardo Alonso         | Teatro do Noroeste                  |
| 2018-2019     | Da avaricia, a luxuria e a morte   | Eduardo Alonso         | Teatro do Noroeste                  |
| 2020-2021     | As virxes salvaxes                 | Eduardo Alonso         | Teatro do Noroeste                  |
| 2022-2024     | Gloria Nacional                    | Eduardo Alonso         | Teatro do Noroeste                  |
| 2022-         | Último verán en Santa Cristina     | Eduardo Alonso         | Teatro do Noroeste                  |
| 2025-         | Guerra                             | Eduardo Alonso         | Teatro do Noroeste                  |

#### Infantil
| Teatro Infantil | Teatro Infantil          | Teatro Infantil | Teatro Infantil               |
| Año             | Título                   | Director/a      | Compañía teatral              |
| --------------- | ------------------------ | --------------- | ----------------------------- |
| 2005            | Infantiladas             | Antonio Simón   | Orquesta sinfónica de Galicia |
| 2006            | El sastrecillo valiente  | Antonio Simón   | Orquesta sinfónica de Galicia |
| 2006            | La alegre partitura      | Antonio Simón   | Orquesta sinfónica de Galicia |
| 2006            | Viva el teatro           | Olga Margallo   | Fundación María José Jove     |
| 2007            | Las tierras de Sherezade | Antonio Simón   | Orquesta sinfónica de Galicia |
| 2007            | El lenguaje de la música | Antonio Simón   | Orquesta sinfónica de Galicia |

#### Títeres
| Teatro de títeres | Teatro de títeres                     | Teatro de títeres | Teatro de títeres        |
| Año               | Título                                | Director/a        | Compañía teatral         |
| ----------------- | ------------------------------------- | ----------------- | ------------------------ |
| 1997              | Varias obras                          | Esteban Losada    | Falcatrua                |
| 2007              | Cucho, Coco y el dilema del seis      | Jorge Rey         | A internacional teatro   |
| 2007              | El calcetín amarillo                  | Jorge Rey         | Títeres Cachirulo        |
| 2008              | Valdemuller                           | Pablo Vergne      | Centro dramático gallego |
| 2008              | Canción de Navidad                    | Jorge Rey         | A internacional teatro   |
| 2009              | Barriga verde contra el demonio negro | Jorge Rey         | A internacional teatro   |

## Trabajos como ayudante de dirección de teatro
- Hamlet (2005), de Lino Braxe RTA.
- La función del tequila (2012), de Antonio Simón Teatro do morcego.

## Premios
- 2009: Premio a la Mejor actriz protagonista en el V Festival iberoamericano de teatro Mar del Plata.